# 四趾螈屬
四趾螈属是有尾目蝾螈科的一属动物。

## 種類
- 畸趾四趾螈 - Salamandrina terdigitata (Lacépède, 1788)